# Baku Cup
A Baku Cup 2011–2015 között évente megrendezett női tenisztorna volt Bakuban, Azerbajdzsánban. A verseny International kategóriájú, összdíjazása 220 000 dollár. Az egyéni főtáblán harminckét játékos szerepelt. A mérkőzéseket kemény borítású pályákon játszották.

## Döntők

### Egyéni
| Év   | Győztes              | Ellenfél a döntőben | Eredmény a döntőben |
| ---- | -------------------- | ------------------- | ------------------- |
| 2015 | Margarita Gaszparjan | Patricia Maria Țig  | 6–3, 5–7, 6–0       |
| 2014 | Elina Svitolina      | Bojana Jovanovski   | 6–1, 7–6(2)         |
| 2013 | Elina Svitolina      | Sahar Peér          | 6–4, 6–4            |
| 2012 | Bojana Jovanovski    | Julia Cohen         | 6–3, 6–1            |
| 2011 | Vera Zvonarjova      | Kszenyija Pervak    | 6–1, 6–4            |

### Páros
| Év   | Győztesek                               | Ellenfelek a döntőben                | Eredmény a döntőben |
| ---- | --------------------------------------- | ------------------------------------ | ------------------- |
| 2015 | Margarita Gaszparjan Alekszandra Panova | Vitalija Gyjacsenko Olha Szavcsuk    | 6–3, 7–5            |
| 2014 | Alekszandra Panova Heather Watson       | Raluca Olaru Sahar Peér              | 6–2, 7–6(3)         |
| 2013 | Irina Burjacsok Okszana Kalasnikova     | Eleni Daniilidou Aleksandra Krunić   | 4–6, 7–6(3), [10–4] |
| 2012 | Irina Burjacsok Valerija Szolovjeva     | Eva Birnerová Alberta Brianti        | 6–3, 6–2            |
| 2011 | Marija Koritceva Taccjana Pucsak        | Monica Niculescu Galina Voszkobojeva | 6–3, 2–6, [10–8]    |